# HMS Cygnet (U38)
«Сігнет» (англ. HMS Cygnet (U38) — військовий корабель, шлюп типу «Модифікований Блек Свон» Королівського військово-морського флоту Великої Британії часів Другої світової війни.
Корабель взяв активну участь у бойових діях на морі в Другій світовій війні, бився у Північній Атлантиці біля берегів Франції, Англії та Норвегії, у Середземномор'ї, супроводжував арктичні конвої, підтримував висадку військ на Сицилію.
За проявлену мужність та стійкість у боях бойовий корабель заохочений трьома бойовими відзнаками.

## Історія створення
Шлюп «Сігнет» був закладений 30 серпня 1941 року на верфі компанії Cammell Laird у Беркенгеді. 28 липня 1942 року він був спущений на воду, а 1 грудня 1943 року увійшов до складу Королівських ВМС Великої Британії.

## Історія служби
Після введення в експлуатацію шлюп призначили до складу сил охорони транспортних конвоїв. «Сігнет» увійшов до 2-ї ескортної групи під командуванням командира Ф. Дж. Волкера, що відзначилася як надзвичайно результативна та ефективна група протичовнової боротьби британського флоту. Іншими кораблями групи були «Кайт», «Старлінг», «Вайлд Гус», «Вудпеккер» і «Врен». У квітні 1944 року «Сігнет» разом з однотипними «Шантиклер» і «Крейн» включили до складу 7-ї ескортної групи, що базувалася в Гріноку в Шотландії. Пізніше до групи приєдналися «Харт» і «Фезант». Група ескортних кораблів супроводжувала конвої у Північній Атлантиці та до Гібралтара. У липні 1943 року «Сігнет» брав участь в операції «Хаскі», англо-американському вторгненні на Сицилію.
8 квітня 1944 року в Північній Атлантиці на північний захід від мису Фіністерре «Сігнет» і «Крейн» глибинними бомбами потопили німецький підводний човен U-962.